# Havenhuis (Gent)

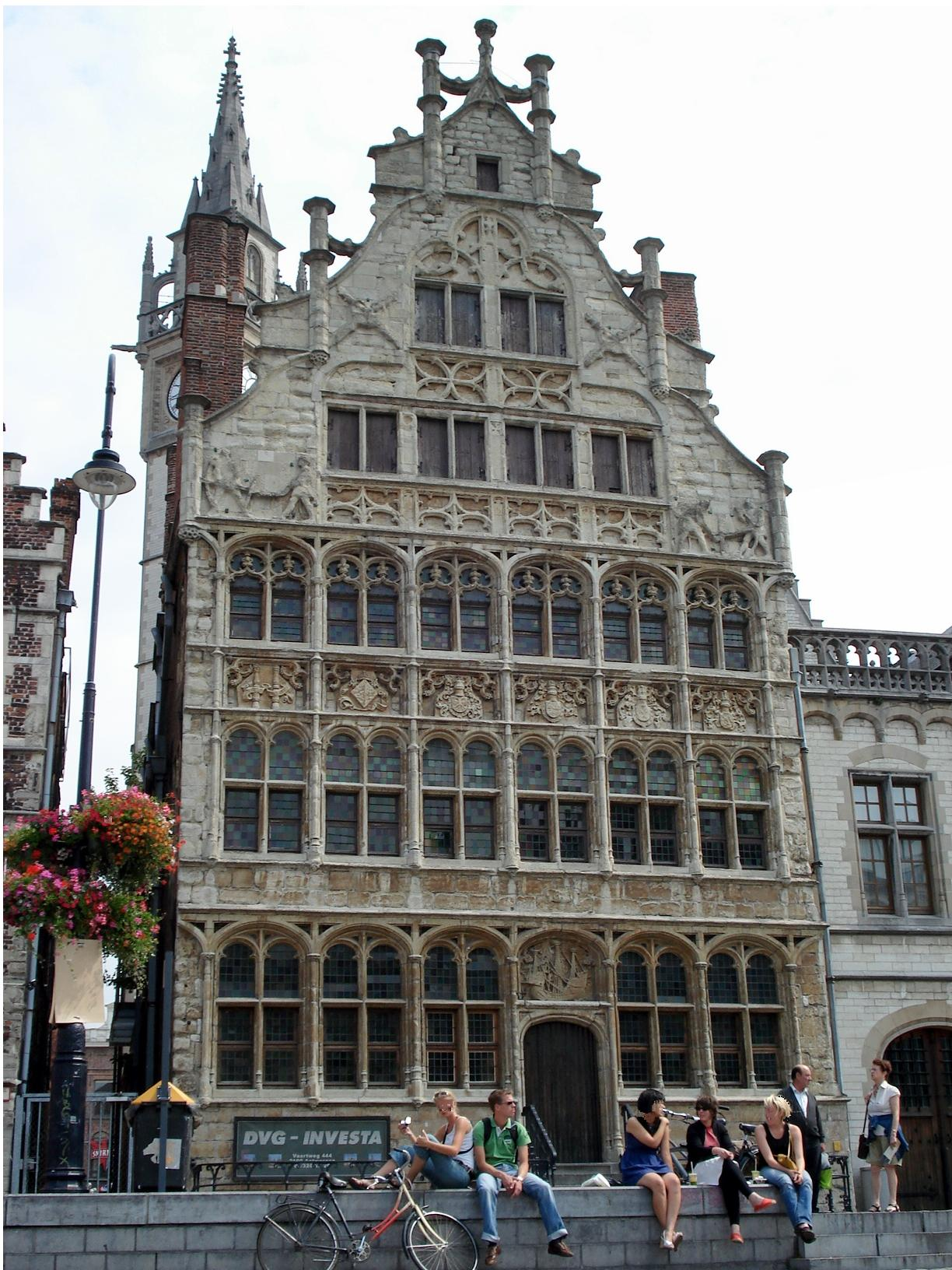
Havenhuis in Gent, Graslei 14

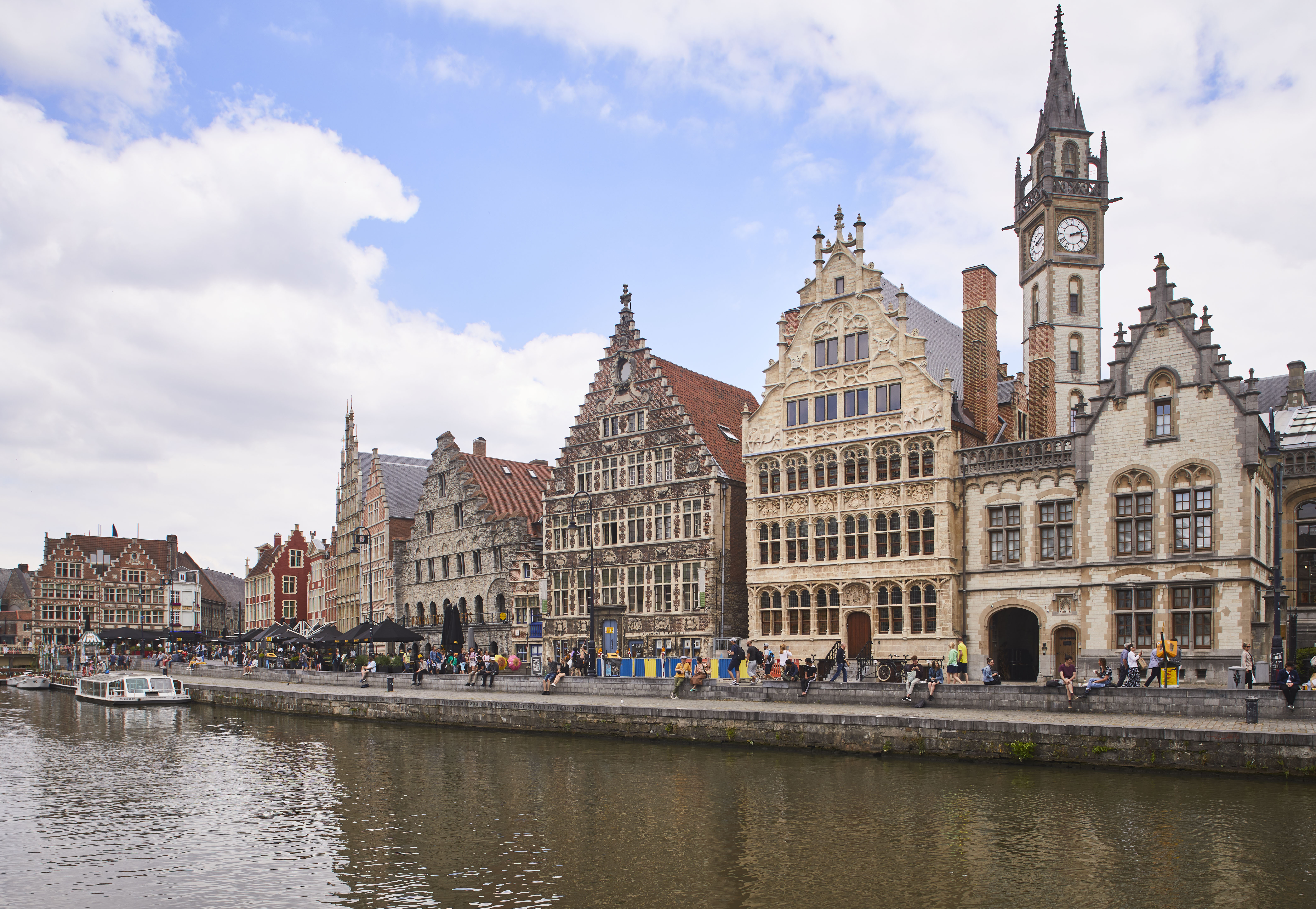
Kai Graslei mit Havenhuis an der Leie

Das Havenhuis ist ein Wohnhaus in der belgischen Stadt Gent.
Das um 1530 errichtete Gebäude gilt als besterhaltenes Gildehaus der Stadt Gent. 1943 wurde es als Denkmal geschützt. Es liegt am Graslei und wurde mittlerweile restauriert. Es wird auch Huis van de Vrije Schippers (Haus der Freien Schiffer) genannt und im Brabanter Gotik-Stil errichtet.
Am Samstagnachmittag kann das Gebäude mit einem Fremdenführer besucht werden.